# Calathea fragilis
Calathea fragilis är en strimbladsväxtart som beskrevs av Henry Allan Gleason. Calathea fragilis ingår i släktet Calathea och familjen strimbladsväxter. Inga underarter finns listade.